# Cybaeopsis hoplites
Cybaeopsis hoplites là một loài nhện trong họ Amaurobiidae.
Loài này thuộc chi Cybaeopsis. Cybaeopsis hoplites được miêu tả năm 1926 bởi Bishop & Crosby.